# Neubrunn (Baviera)
Neubrunn é um município da Alemanha, situado no distrito de Würzburgo, no estado da Baviera. Tem 26,56 km² de área, e sua população em 2019 foi estimada em 2.304 habitantes.